# المختار بن بونا
المختار بن بُونَ الجكني، من أعظم علماء موريتانيا أثرًا في حياتها الثقافية في القرن(12 هـ 18م)، إذ نشر علم النحو، والمنطق، والبلاغة، وأصول الفقه، وإليه المرجع في أغلب أسانيدها، ولد في ولاية تَكَانَتْ سنة ( 1016 هـ / 1704م) وتوفي فيها بعد مائتي عام و عشرة أعوام سنة (1230هـ/1810م).

## حياته العلمية
هذا المنشور بويكيبيديا غير دقيق عن العلامة المختار ولدبون فتاريخ ميلاده خطأ وتاريخ وفاته فهو عاش 210 سنوات ووفاته كانت عام 1803 ميلادي أي إنه ولد في في نهاية القرن السادس عشر واشتهر بكراماته وقوة شخصيته وعمق رؤيته ولم يكن له مماثل في عصره في العلم وله الفضل على كل من جاء بعده من أعلام موريتانيا وتخرجت على يده كوكبة من أعلام بلاد شنقيط
ولد بلبراكنة واتخذ من ولاية اترارزة مركزا وضرب في كل جهات موريتانيا ناشرا العلم أصولا ولغة رحمه الله ودفن بموضع بتكانت
اشتغل العلامة ابن بونا الجكني بالتدريس والإفتاء، وأسس محضرته الخاصة محضرة ابن بون، وقد كان نشيطًا دينيًا وسياسيًا، حتى اعتبر الزعيم الروحي لمنطقة تكانت، وقد جمع العلامة ولد بونا بين التدريس والتأليف فكانت صفاته العلمية تمثل النموذج الأمثل لشيخ المحظرة المعلم المؤلف، تلقى علومه الدينية والعربية عن أجلة من علماء عصره، حتى صار أحد مؤسسي المنهج العلمي في بلاد شنقيط، وقد ترجم الزركلي في كتابه الأعلام لأغلب شيوخه وطلابه.

## شيوخه
1. المختار بن حبيب الجكني.
2. انجبنان الحيبلي.
3. محمد بن بوحمد المجلسي.
4. خديجة بنت العاقل الديمانية.
5. محمد بن بوأحمد المجلسي.
6. وابنه البدوي والمختار بن باب حسونن الحسني.

## طلابه
ومن أشهر الآخذين عن العلامة المختار بن بونا العلماء:
1. المجيدري بن حبيب الله اليعقوبي، تـ 1204هـ.
2. سيدي عبد الله بن الفاضل اليعقوبي، تـ 1209هـ.
3. أحمد المأمون بن محمذن الصوفي اليعقوبي، تـ 1232هـ.
4. غالي بن المختار فال البوصادي، تـ 1200هـ.
5. حرمة بن عبد الجليل العلوي، تـ 1243هـ.
6. مولود بن أحمد الجواد اليعقوبي، تـ 1243هـ.
7. بلا بن الفاضل الشقروي، تـ 1274هـ.
8. دييجه الكمليلي، تـ 1274 هـ.
9. سيدي عبد الله بن الحاج إبراهيم العلوي، تـ 1233هـ.
10. سيدي عبد الله بن أحمد دام الحسني، تـ 1286هـ.

## مؤلفاته
لقد ترك العلامة المختار بن بونا مكتبة غنية تناولت جميع حقول المعرفة نذكر منها ما يلي:
1. سلم الطالبين إلى قواعد النحويين.
2. نظم الجمل.
3. تحفة المحقق في المنطق.
4. مبلغ المأمول في قواعد الأصول.
5. در الأصول في الأصول.
6. وسيلة السعادة في نشر ما تضمّنته السّعادة (نظم في عقيدة أهل السّنة الأشاعرة).
7. الجامع بين التسهيل والخلاصة.
8. عنديات [ اعتقادات ] المختار بن بونا .